# 호위사령부
호위사령부(護衛司令部, 영어: Supreme Guard Command)는 북한 평양직할시의 방어와 경비, 그리고 국가 원수를 호위하는 목적으로 설립된 조선민주주의인민공화국의 사령부이다.

## 개요
호위사나 호위총국으로 부르며 남한의 대통령경호실에 해당하는 국가 기관으로서 인민무력성 예하에 편성되어 있으나, 국무위원회의 지휘를 받고 있는데, 국무위원장을 겸한 국가 원수의 직접적인 명령에 따라 움직인다.
김일성이 통치하던 1994년에는 약 5만명이었고, 대외적으로 움직일 때는 경호원 이외에도 독립 여단 예하의  4개 대대, 1600명의 병력이 호위에 나선 것으로 알려져 있다.
병력의 신분은 전원 군관이며 병력의 신장은 대부분 180cm 이상이다. 또한 병력 전원 사격실력이 뛰어나며 병력 전원 무술 고단자인데 이들은 어렸을 때부터 훈련받아서 엄선된다.

## 역사
한반도로 진격한 소련 극동 전선과 함께 압록강을 건너온 김일성을 호위하기 위해 창설된 경위연대가 시초였다. 연대는 한국 전쟁이 휴전된 후, 1958년 김일성 독재체제 1960년대 후반 주체사상이 등장하고 1970년대 들어서 사회주의 헌법 6차 개정을 통해서 주석제를 도입하고, 김일성 1인에게 권력을 집중하는 유일적 영도 체계를 구축하면서 호위사업을 강화하기 시작하였다. 독재체제를 구축하기 위해 반대파 세력을 숙청하고 호위사업이 시작면서 당 보위의 명분을 위해 호위국으로 개편되었다.
1965년 중앙당 경호처년에 195 호위사령부국을
1980년대에는 김일성을 신격화하는 유일영도체계가 확고해지자, 평양이라는 범위까지 호위개념을 넓히면서 기존의 조선노동당 중앙위원회 산하 호위국과 평양방어사령부(평방사), 평양경비사령부를 합쳐 호위사령부로 규모가 확대되었다. 1990년 이후(김일성 사후)에는 조직과 기능의 일부를 보완하여 다시 새로운 호위사령부 체제로 개편했다.
1994년에 김일성이 죽은 이후에는 조직과 기능이 보완, 수정되면서 호위사령부 체제로 개편되었다.
2008년 12월부터 2009년 8월까지 호위사령부가 전체적으로 개편되었다. 제1호위부의 임무가 김일성이 안치된 금수산 기념궁전을 경비하는 임무로 축소되었다. 호위사령관과 정치위원의 지위가 1계급씩 승격되었다.
2014년 1월 2일 외화벌이를 위해 호위사령부가 주도하여 제조한 마약을 남한, 일본, 중화인민공화국 주변국에 밀매하고 있다고 옛 국가안전보위부 요원이었던 40세의 망명자가 제보하였다.

## 조직
3개 대대로 구성된 다수의 독립 여단이 호위사령부의 예하에 편성되어 있다. 12만이란 숫자는 평양방어사령부와 평양경비사령부 인원이 포함된 추정치로 호위사령부 1개 여단은 5000명 정도로 북한군 정규여단보다 1500명 정도 많다. 경보병여단 등 특수여단도 6개 대대인 데 비해 호위사령부 1개 여단은 8~11개 대대로 편성돼 있다.
- 호위총국
  - 제1국
    - 제1호위부 - 금수산 기념궁전과 국사 원수의 저택 경비 및 가족 호위.[5]
    - 제2호위부 - 국가 원수 호위 및 중앙당 청사 경비.[5]
    - 제3호위부 - 국제친선관람관과 만수대의사당 경비 및 정치국 위원 호위.[5]
    - 제4호위부
    - 행사안전부
    - 열차호위부
    - 경비운수부

  - 제2국 - 국가 원수의 개인 물자 관리.
    - 아미산 대표부 - 아미산에 거점을 두고 국외의 식량을 조달한다.
    - 검정부 - 물자 검사.

  - 제3국 - 물자 수송/공급/관리.
  - 제4국 - 국가 원수와 가족의 별장 관리.
- 평양경비사령부
- 평양방어사령부
- 확인되지 않은 다수의 독립 여단

## 구성원
보위부와 마찬가지로 하전사와 사관은 아무도 존재하지 않으며 전원 군관만 존재한다. 또한 이들은 다른 부대와는 달리 평균신장 180cm, 최소신장 170cm 정도를 유지하고 있다. 최하계급은 소위로 전원 장교로만 구성되어 있다. 여기에서 또다시 키로 구분하며 175cm를 기준으로 그 이상일 경우 국가 원수를 밀착 경호하며 175cm ~ 170cm일 경우 국가 원수 관저의 경비를 담당한다. 선발 기준이 싸움실력이기 때문에 평균 전투력이 매우 높은 편이다.
신분은 군인이지만 군복을 입을 수 없으며 항상 선글라스와 지정된 정장을 입고 다녀야 한다.
한번 선발되면 국가 원수 관저와 가까운 곳에서 살게 되는데 창문을 모두 커튼으로 가려야 하며 다음과 같은 사항을 평생 지켜야 한다.
- 본인이 호위사령부 요원이라는 사실을 발설하면 안 된다.
- 본인이 어디에서 사는지 발설하면 안 된다.
- 국가 원수 관저를 포함한 주요 지형지물의 구조를 발설하면 안 된다.

### 선발
각 도마다 10 ~ 12살 정도 되는 나이의 후보 인원 500명씩 선발해서 평양으로 올려 보낸다. 이 과정에서 도 당비서는 무리를 해서라도 이 후보들에게 밥을 제대로 먹이는데 최소 170cm는 무조건 넘어야만 하기 때문이다. 한 학급에서 3명 이상의 호위사령부 요원을 배출하면 그 반의 담임 교사는 조선로동당의 당원으로 자동 입당이 되며 그에 따라 많은 혜택이 주어지게 된다. 도 당비서 역시 호위사령부 요원을 많이 선발하면 그만큼 인사 고과에 크게 유리해진다.
하지만 500명씩 선발되어 평양으로 상경한 후보 요원들에게는 매우 고된 훈련과 평가를 반복한다.
- 1:1로 완전 자유 싸움. 물어 뜯어도 되고 국부를 걷어차도 된다.
- 25kg 사낭을 짊어진 상태로 평양시 외곽을 한 바퀴 구보하기.
- 사격 평가
- 공포 평가. 겁이 아예 없어야 합격한다.

이 평가가 매우 고된 탓에 선발된 500명 중 중도 탈락율이 매우 높아 최종 합격하여 호위사령부 요원이 되는 인원은 고작 2 ~ 4명 정도에 불과하다. 심하면 아무도 최종 합격 하지 못하는 도가 발생하기도 한다.
합격하면 호위사령부 요원이 되며 17살 나이의 다른 평범한 소년들이 조선인민군 하전사로 입대할 때 같은 나이에 조선인민군 소위로 임관한다.

## 같이 보기
- 친위대
- 보위사령부

## 참고
1. ↑  정동영 (1994년 7월 8일). “북한 김일성주석, "호위총국"”. 2014년 9월 9일에 확인함.
2. ↑  “제17부 김정일 호위사령부”. 자유조선방송. 2011년 8월 7일. 2016년 3월 5일에 원본 문서에서 보존된 문서. 2014년 9월 9일에 확인함.
3. ↑  이윤거 (2011년 8월 12일). “김정은의 공식등장 1-김정은, 호위사령부 2009년 8월 전면 개편”. 북한전략정보서비스센터. 2014년 9월 10일에 원본 문서에서 보존된 문서. 2014년 9월 9일에 확인함.
4. ↑  오현우 (2014년 1월 2일). “북한産 마약 국내 다량 유입…김정은 호위사령부 주도”. 데일리. 2014년 9월 9일에 확인함.
5. 1 2 3 4  “디지털 북한 백과사전: 호위사령부”. 코리아콘텐츠랩, 중앙일보 통일문화연구소. 2014년 9월 10일에 원본 문서에서 보존된 문서. 2014년 9월 9일에 확인함.